# Quinta del Sordo

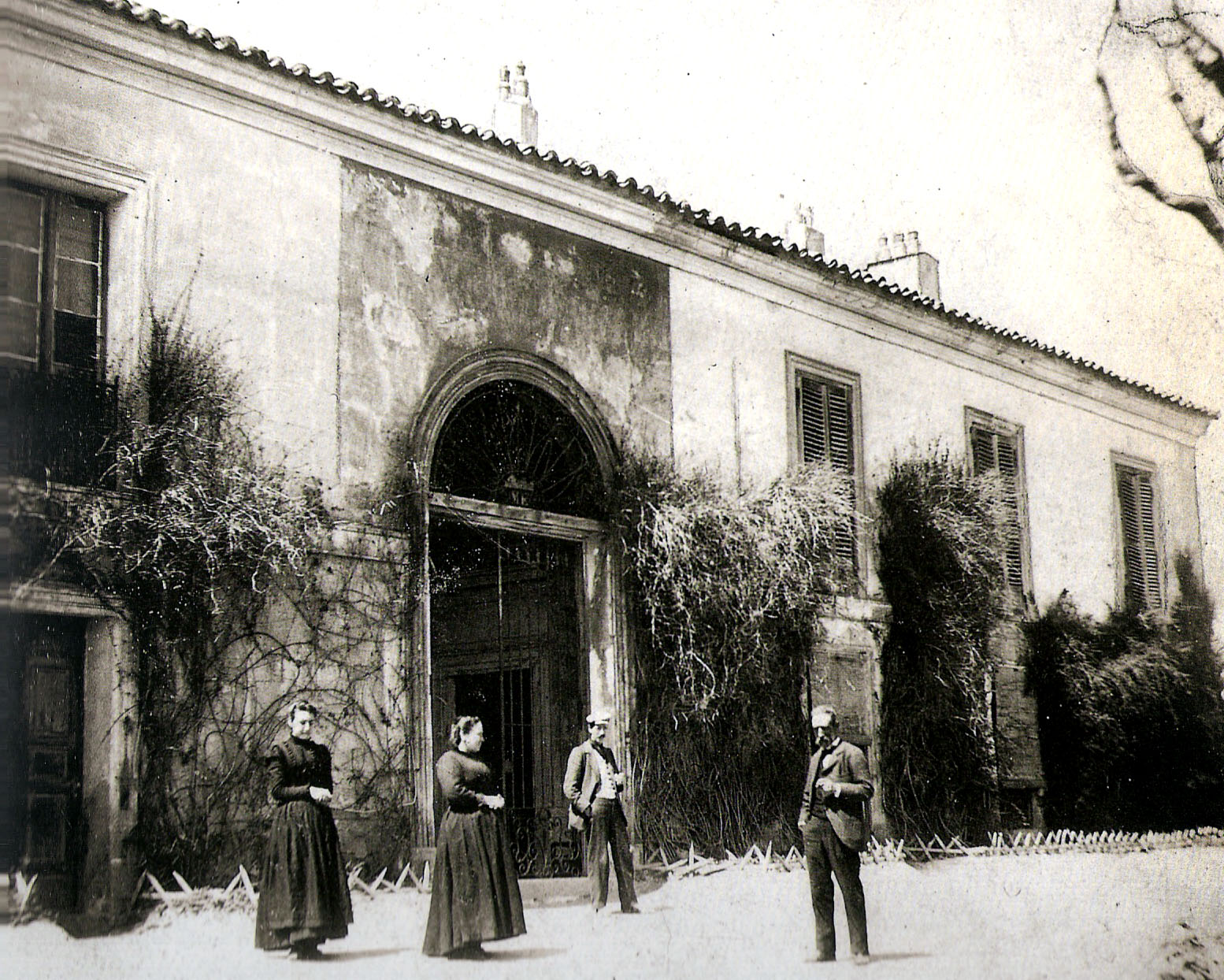
Aspecto da Quinta del Sordo por volta de 1905 (foto Asenjo).

A Quinta del Sordo (Quinta do Surdo) era um pequeno imóvel e casa de campo situada nas cercanias de Madrid, na qual viveu Francisco de Goya durante os seus últimos anos na Espanha antes do seu exílio, e na que se encontravam as Pinturas negras. Contra a crença popular, o nome do imóvel não se devia à surdez do pintor, mas à do seu anterior proprietário.

## Relação de Goya com o imóvel
Goya adquiriu esta vila em 27 de fevereiro de 1819, a um anterior proprietário que era surdo, ao que devia o nome o imóvel. No imóvel residiu até a sua partida para o seu exílio de Bordéus em 1824. Nos breves períodos nos quais voltou a Madrid alojou-se nela, na que permanecia o seu neto Mariano. Há várias explicações plausíveis para a compra do imóvel pelo pintor, como são a sua ideologia liberal, que faria desejar viver afastado da corte totalitária de Fernando VII, ou o fato de conviver discretamente com Leocadia Zorrilla de Weiss (esposa de Isidoro Weiss), mãe de Rosário Weiss, de quem se dizia que eram amante e filha do pintor respectivamente, se bem que oficialmente eram a sua ama de chaves e a sua protegida. Após a queda em 1823 de Rafael de Riego e a reinstauração do Antigo Regime, Goya, sabedor da sua pública condição de liberal, foge da repressão em 1824 obtendo o salvo-conduto com a desculpa de tomar uns banhos terapêuticos em Plombières-les-Bains, donde passará a Bordéus.

## Descrição
Esta casa estava situada no atual número 32 da rua Saavedra Fajardo, de Madrid, na margem direita do rio Manzanares, e a 150 metros da ponte de Segóvia, no começo do caminho para a ermida de Santo Isidro. Este local era no princípio do século XIX uma paragem natural de hortas e casas de campo isoladas. Há teorias que afirmam que, originariamente tinha apenas um pavimento. Seja como for, as descrições que chegaram à atualidade são décadas posteriores à morte do artista, e dão a conhecer uma casa de planta retangular, com dois pavimentos. Nas cercanias da construção haveria zonas ajardinadas, hortos e terraços de grava ou areia.
A casa, que era de humilde feitio e não boa qualidade de construção, deve a sua fama à série das Pinturas negras realizadas com óleo al secco sobre o gesso das paredes. Estas pinturas, embora sobre a parede, tinham instalados uns quadros de escaiola dourados, estando o restante do paramento decorado com papel pintado da Real Fábrica de Papel Pintado com motivos florais e vegetais no piso térreo, e geométricos diagonais no pavimento superior. De todo o edifício, apenas recolheram descrições minuciosas da ala decorada com as Pinturas negras, mostrando duas grandes salas, uma por cada pavimento. No piso térreo, teria a porta numa das paredes curtas, que daria ao salão principal da casa e no que se situava a ampla escada. Nos muros longos haveria duas janelas nos extremos, e no muro curto oposto à porta, uma única janela. No pavimento superior, de idênticas dimensões, teria a porta na mesma situação que a sala inferior, sendo a distribuição idêntica com a exceção de apresentar uma única janela centrada em cada muro longo, em oposição às duas mencionadas da sala inferior. O primeiro catálogo de pinturas foi feito por Antonio Brugada, pintor e amigo pessoal do mestre, em 1828, pouco depois da morte deste, contando de oito pinturas na sala superior (das quais se conservam identificadas sete) e sete na inferior (todas elas conservadas e identificadas).
Em data próxima, 1854, Mariano Goya, neto do mestre, vendeu a propriedade, que acabaria em 1874 nas mãos de Émile d'Erlanger, aristocrata e banqueiro francês que tentou vender as pinturas murais, primeiro ao Louvre, e posteriormente na Exposição Universal de Paris de 1878. Contudo, desanimado talvez pelo pouco interesse suscitado, acabou doando a coleção ao Museu do Prado. Esta entidade encomendou primeiro um catálogo fotográfico a J. Laurent, e em 1874 o reboco para tela das pinturas, que levou a cabo o pintor Salvador Martínez Cubells a pedido de L'Erlanger.
Porém, para então uma das quinze pinturas já desapareceu. Deste fato já em 1867 Charles Yriarte dá notícias, citando o desaparecimento de uma pintura que foi arrancada da parede no pavimento alto, à direita da porta. O fato de não aparecer esta pintura no catálogo de J. Laurent faz pensar que se extraiu ao pouco de adquirir a propriedade L'Erlanger, se bem que a aparição de negativos fotográficos, até esse momento desconhecidos, deste autor, deixa ainda a possibilidade de identificação da pintura desaparecida.
A casa ficou desabita, e nos terrenos da quinta foi construída em 1884 a estação de Goya, fato pelo qual recebeu o seu nome. Servia uma linha de via estreita que unia Madrid com o município toledano de Almorox, estação esta que cerrou e foi demolida em 1970. Pela sua vez, a moradia do pintor permaneceu abandonada durante longo tempo, o que acrescentou a sua deterioração, até ser finalmente demolida por volta de 1909.

## Controvérsia sobre asPinturas negras
Em 2003, o professor de história da arte Juan José Junquera pôs em dúvida, num artigo da revista Descubrir el Arte, a autoria de Goya sobre as Pinturas negras. A tese de Junquera é baseada no fato de que a primeira notícia que se tem das Pinturas negras é quase quarenta anos posterior à sua morte, além de que a Quinta del Sordo tinha apenas o piso térreo quando o pintor viveu nela, sendo que parte das pinturas apareceram no pavimento superior, construído anos depois da morte de Goya. Segundo Junquera, as Pinturas negras seriam obra de Javier Goya, filho do mestre e pintor de profissão, e seriam passadas por obra de Francisco de Goya pelo neto deste, à morte do seu pai em 1854 —época em torno da qual se "descobrem" as Pinturas negras— para acrescentar o valor do imóvel e assim favorecer a sua venda.
Esta hipótese foi completamente refutada em 2004, ponto por ponto, pelo pesquisador britânico Nigel Glendinning, um dos mais renomados especialistas na obra de Goya.